# Johann Joachim Christoph Bode
Pour les articles homonymes, voir Bode.
Johann Joachim Christoph Bode (16 janvier 1731 - 13 décembre 1793) est un musicien, éditeur et journaliste allemand. Très engagé dans la mouvance de l'Aufklärung, il fut aussi franc-maçon et membre de l'ordre des Illuminés de Bavière.

## Biographie
Fils d'un journalier, il est d'abord berger, puis devient, à l'âge de 14 ans, joueur de fifre dans un régiment en garnison à Helmstedt, où il découvre la littérature allemande ou il rencontre Johann Christoph Stockausen avec qui il reste lié tout au long de sa vie.
À partir de 1745, il étudie la musique et devient joueur de hautbois dans un ensemble de Brunswick. Il suit ensuite des études de musique à l'université de Helmstedt, où il apprend également le français et l'anglais. En 1752, il compose de nombreux morceaux à Hanovre, où il commence également à écrire. En 1757, il perd sa première épouse et ses trois enfants et décide de reconstruire sa vie à Hambourg, où il s'installe comme professeur de langues et de musique. Il devient également éditeur et  commence à traduire en allemand des livres français et anglais.
En 1762, il est initié en franc-maçonnerie au sein de la plus ancienne loge d'Allemagne « Absalon aux trois orties ». Son activité d'éditeur devenant prospère, il imagine de créer une librairie des savants qui publie des œuvres de Lessing, Goethe et Klopstock. Durant cette période tout en restant affilié à la loge maçonnique d'origine, dont il est le vénérable maître  de 1782 à 1786, il se montre particulièrement actif au sein de la Stricte observance templière à laquelle il appartient depuis 1765 sous le nom de Lilio convallium, il fait partie des dignitaires de cet ordre dès 1766. A ce titre il participe au convent de Wilhelmsbad en 1782. Lors de ce convent il opte pour les Lumières radicales et rompt avec la tendance chrétienne et mystique incarnée par Jean-Baptiste Willermoz à laquelle il s'oppose. A cette occasion, il rencontre Knigge qui le recrute dans l'ordre des Illuminés de Bavière, dans lequel il acquiert rapidement le grade d'Illuminatus major, en janvier 1783.
Lorsque cet ordre est interdit en Bavière, en 1784, il en devient de facto le principal dirigeant, après la démission de Knigge et la fuite de Weishaupt. Le 12 décembre 1786 il reçoit  de la Grande Loge mère de la franc-maçonnerie éclectique (de) une nouvelle constitution pour la loge Charles aux trois Aigles (de) d' Erfurt. Il participe alors aux polémiques qui se déchainent alors en Allemagne, à la suite des rumeurs de conversion au catholicisme de princes allemands protestants et aux réactions antipapistes qu'elles soulèvent[réf. nécessaire].
Son second mariage avec une riche héritière le met en possession d'une importante fortune. Lorsqu'elle décède plusieurs années plus tard, il se remarie pour la troisième fois avec la veuve d'un libraire avec laquelle il s'établit comme imprimeur, éditeur et traducteur. Il devient également éditeur du « Hamburgische unpartheyische Correspondent ». Ses affaires ayant périclité, il part pour Weimar, où il se met au service de la comtesse de Bernstorff.
En 1787, il se rend en France, à Strasbourg, puis à Paris, où il rencontre quelques membres des Philalèthes, parmi lesquels Nicolas de Bonneville, dont il fait un disciple enthousiaste de ses idées . Selon son « Journal de voyage », certains d'entre eux constitueront alors un noyau secret de « Philadelphes », ressemblant aux Illuminaten allemands. D'autre part l'historien Claus Werner, qui s'adonne à une étude précise de la documentation et des lettres de Bode, démontre que s'il rencontre plusieurs membres des Philalèthes, dont Savalette de Langes, il n'a participé à aucun des convents philosophiques tout en ayant répondu par écrit aux questions posées à l'invitation du second convent en 1787, les dates attestant de son voyage et de sa présence à Paris étant postérieures d'un mois à la tenue du second convent. A son retour en Allemagne, il entretient une correspondance avec des membres de la loge des « Amis Réunis ».
Il meurt à Weimar en 1793, à sa mort Karl Leonhard Reinhold lui succède à la tête de l'ordre des Illuminés de Bavière.

## Œuvres
- Examen impartial du livre, intitulé: Des erreurs et de la vérité etc., Par un frère Laïque en fait de sciences. Slnd, (Weimar), 1782, pet. n 8°, de 118pp.